# Vladimir Grammatikov
Vladimir Aleksandrovič Grammatikov (in russo Влади́мир Алекса́ндрович Грамма́тиков?; Ekaterinburg, 1º giugno 1942) è un attore e regista sovietico.

## Filmografia parziale

### Regista
- Usatyj njan' (1977)
- Šla sobaka po rojalju (1978)
- Vsё naoborot (1981)
- Zvezda i smert' Choakina Mur'ety (1982)
- Sestrički Liberti (1990)
- Malen'kaja princessa (1997)